# موسته
موسته (به لاتین: Mooste) یک منطقهٔ مسکونی در استونی است که در دهستان موسته واقع شده‌است.